# 張脩吉
張脩吉（1541年—？），字慎之，號清濱，山東青州府高苑縣人，軍籍，明朝政治人物。

## 生平
隆慶元年（1567年）丁卯科山東鄉試第二十二名。隆慶二年（1568年）戊辰科進士。授济源县知县，擢官戶部主事，管草场及太仓，升郎中。萬曆七年（1579年）出爲山西太原府知府。改山西平陽府知府。升河南副使，萬曆十五年（1587年）二月改山西阳和兵备副使。
萬曆三十年（1602年）三月起补陕西副使、分巡关内道，三十一年三月升本省参政。

## 家族
曾祖父張勳；祖父張天敘；父張鯤，母傅氏。重庆下。弟元吉、協吉、體吉、迪吉、逢吉。